# Silay (ville)
Pour les articles homonymes, voir Silay.
Silay est une localité de la province du Negros occidental, aux Philippines. En 2015, elle compte 126 930 habitants.